# Великий шрифт
Великий шрифт (також великий шрифт або великий шрифт) стосується форматування книги чи іншого текстового документа, у якому гарнітура (або шрифт) значно більша, ніж зазвичай, для людей зі слабким зором. Часто носій також збільшується в розмірі, щоб вмістити більший текст. Бібліотеки для особливих потреб і багато публічних бібліотек матимуть версії книг великим шрифтом, а також версії, написані шрифтом Брайля.
Розмір шрифту для великого друку зазвичай становить принаймні 18 пунктів, що еквівалентно 24 пікселям для веброзміру шрифту CSS. Різні розміри виробляються відповідно до різних зорових потреб, із загальним емпіричним правилом бути принаймні вдвічі меншим за мінімальний розмір гостроти.

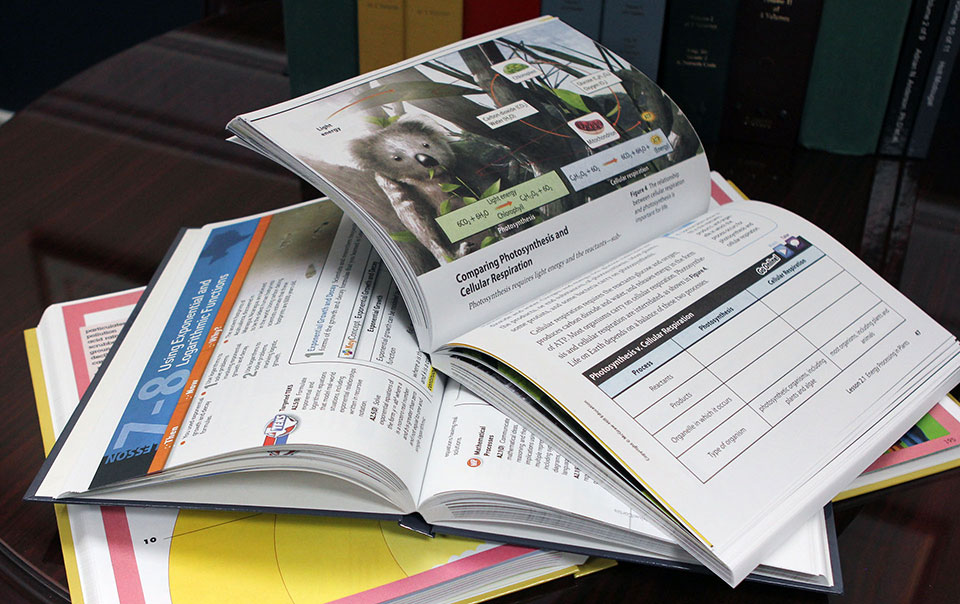
Книги великим шрифтом

## Видавничі стандарти
Американська національна асоціація людей з вадами зору (NAVH) надає знак схвалення NAVH комерційним видавцям у США для книг, які відповідають стандартам великого друку. (Lighthouse International придбала NAVH у 2010 році.)
Стандарти вимагають:
- Максимальні обмеження щодо розміру, товщини та ваги
- Мінімальні обмеження маржі
- Розмір шрифту не менше 14 пунктів, бажано 18 пунктів[5]
- Рекомендується шрифт без зарубок або модифікований шрифт із зарубками
- Адекватний інтервал між літерами та словами
- Рекомендується гнучка палітурка, щоб відкрита книга лежала рівно

### Додаткові вказівки
Американська друкарня для сліпих визначає розмір шрифту як:
- 12 пт. = звичайний друк
- 14-16 пт. = «збільшений» друк (не вважається великим шрифтом)
- 18 і більше = великий шрифт
- 18 і більше, з іншими змінами форматування = покращений друк

Окрім збільшення розміру шрифту, макет сторінки та характеристики шрифту можуть мати позитивний вплив на читабельність. Шрифти, призначені для читання, полегшують відрізнити один символ від іншого. Деякі характеристики таких шрифтів:
Ось основні речі, про які слід пам'ятати, вибираючи шрифт для людей зі слабким зором:
- Верхній регістр «I» і римська цифра «I», цифра «1» і нижній регістр «l» повинні виглядати по-різному.
- Шрифт має бути широким з інтервалом між літерами.
- Букви, усередині яких є «бульбашка» (відома як лічильник, наприклад o, d, g, e), повинні мати достатньо місця всередині лічильника.
- Розділові знаки мають бути округлими, великими та добре помітними.
- Штрихи повинні бути суцільними і без пропусків.

Прикладами зручніших для читання шрифтів є Antique Olive, Tahoma, Tiresias і Verdana.

## Коефіцієнти
Компанії, які пропонують форматування великого шрифту, використовують різноманітні формати (також звані пропорціями) для підтримки більшого розміру шрифту. Серед цих співвідношень ми знаходимо:
- Співвідношення 1:1, вміст збільшено на одній (1) портретній сторінці, а загальний типологічний розмір становить 18 пунктів.
- Співвідношення 1:2, вміст збільшено на дві (2) альбомні сторінки, загальний типологічний розмір становить 18 пунктів.
- Користувальницькі пропорції, вміст збільшено на кількох альбомних сторінках, а загальний типологічний розмір становить 28 пунктів.

## історія
Серед перших великих видавців друкованих книг видавництво Clear Type Publishing Company опублікувало колекцію книг шрифтом 36 пунктів, прибл. 1910. Компанія, що базується в Огайо, спеціалізується на великому друкованому шрифті, видаючи книги розміром 36 і 24 пункти.
У 1914 році Роберт Ірвін випустив серію підручників у 36 пунктах для дітей зі слабким зором у школах Клівленда, штат Огайо. Цей тип виявився занадто великим і незабаром був залишений для більш популярного 24 точки. Дослідження, спонсороване Ірвіном у 1919 році, показало, що 24-пунктовий тип є найбільш читабельним серед оцінених розмірів. Подальші дослідження в 1952 і 1959 роках підтвердили 18 або 24 точки.
У 1964 році у Великій Британії Фредерік Торп започаткував випуск книг зі збільшеними заголовками, шрифт яких був приблизно вдвічі більшим за стандартний. Книги мали прості суперобкладинки з кольоровим маркуванням для позначення жанрів: чорний для детективів, червоний для загальної прози, синій для романів, помаранчевий для вестернів тощо. Проте повідомлялося, що ці видання з великим форматом могли бути незручними для деяких читачів..
У 1969 році компанія Торпа, Ulverscroft, почала випускати книги в палітурках 16 пунктів і звичайного розміру, що, як стверджує компанія, сприяло прийняттю великого шрифту в публічних бібліотеках. Тип 16 балів є меншим за мінімальний, рекомендований Американською радою сліпих, яка рекомендує 20 балів, з 18 балами як рекомендований мінімум.
У 2008 році W3.org випустив стандарти вебдоступності WCAG 2.0, які визначають великий текст як 18pt, що дорівнює 24px у CSS. Крім того, стандарт визначає, що користувачі повинні мати можливість збільшити розмір шрифту на 200 %, не порушуючи вміст.
Сьогодні великі друковані видання деяких поточних книг видаються їхніми видавцями одночасно зі звичайними друкованими виданнями й зазвичай мають однакові повнокольорові обкладинки та дизайн обкладинки. У публічних бібліотеках часто є великі друковані видання, а в багатьох книгарнях є великі друковані видання.

## Останні події
З 2005 року деякі компанії почали пропонувати різні розміри шрифтів для великих друкованих книг.